# Pseudocercyonis
Pseudocercyonis är ett släkte av fjärilar. Pseudocercyonis ingår i familjen praktfjärilar.
Kladogram enligt Catalogue of Life:
| Pseudocercyonis | \| \| Pseudocercyonis bonninghauseni \| \| \| \| \| \| Pseudocercyonis friedenreichi \| \| \| \| \| \| Pseudocercyonis glaucope \| \| \| \| |
|                 | \| \| Pseudocercyonis bonninghauseni \| \| \| \| \| \| Pseudocercyonis friedenreichi \| \| \| \| \| \| Pseudocercyonis glaucope \| \| \| \| |
|                 | Pseudocercyonis bonninghauseni |
|                 | |
|                 | Pseudocercyonis friedenreichi |
|                 | |
|                 | Pseudocercyonis glaucope |
|                 | |